# Zwartblauw dikbekje
Het zwartblauw dikbekje (Amaurospiza moesta) is een zangvogel uit de familie Cardinalidae (kardinaalachtigen).

## Verspreiding en leefgebied
Deze soort komt voor van zuidoostelijk Paraguay tot oostelijk Brazilië en noordoostelijk Argentinië.